# Fernando Cruz
 (16 août 2025).
Le texte peut changer fréquemment, n’est peut-être pas à jour et peut manquer de recul. N’hésitez pas à participer, en veillant à citer vos sources.
da Conceição Cruz est un nom portugais ; le premier nom de famille (d'usage facultatif) est da Conceição et le second est Cruz.
Pour les articles homonymes, voir Cruz.
Fernando da Conceição Cruz, plus connu sous le nom de Fernando Cruz, est un footballeur portugais né le 12 août 1940 à Lisbonne et mort le 16 août 2025. Il évolue au poste d'arrière gauche.

## Biographie

### En club
Fernando Cruz passe la grande majorité de sa carrière au Benfica Lisbonne. Il évolue dans le club lisboète pendant onze saisons, de 1959 à 1970.
Avec Benfica, il dispute cinq finales de Ligue des champions, dont trois consécutives, pour deux victoires. Il dispute sa première finale de Coupe d'Europe en 1961. Le Benfica Lisbonne s'impose 3-2 sur le FC Barcelone. Il joue sa deuxième finale la saison suivante, en 1962. Le club lisboète s'impose 5-3 sur un autre club espagnol : le Real Madrid. 
Sa troisième finale a lieu encore une fois la saison suivante, en 1963 : cette fois-ci le Benfica s'incline face à une équipe italienne, le Milan AC. La quatrième finale arrive en 1965. Le club lisboète se fait une nouvelle fois battre un club italien : l'Inter Milan. Il joue sa dernière finale de Coupe d'Europe en 1968, où le Benfica est battu par le club anglais de Manchester United.
Fernando Cruz dispute également avec le club lisboète la Coupe intercontinentale 1962. Au match aller, il s'incline 3-2 face au club brésilien de Santos. Au match retour, il se fait battre une nouvelle fois (2-5) par le club de l'État de São Paulo. 
Le palmarès national de Fernando Cruz à Benfica est composé de huit titres de champion du Portugal et de trois coupes nationales. 
Au total, il dispute avec Benfica 346 matchs toutes compétitions confondues, inscrivant un but. En championnat, il prend part à 227 matchs, sans inscrire de but.
En 1971, Fernando Cruz quitte le Portugal et rejoint le club français du Paris Saint-Germain. Avec l'équipe parisienne, il joue 22 matchs en Division 2. Il est sacré champion de D2 à l'issue de la saison. Il décide de mettre un terme à sa carrière sur ce dernier titre.

### En équipe nationale
Fernando Cruz reçoit onze sélections en équipe nationale, sans inscrire de but.
Il reçoit sa première sélection le 24 mai 1961, lors d'un match face à l'équipe d'Angleterre comptant pour les éliminatoires de la Coupe du monde 1962.
Sa dernière sélection a lieu le 30 juin 1968, lors d'une rencontre amicale de prestige face au Brésil.
Fernando Cruz est retenu par le sélectionneur Otto Glória pour disputer la Coupe du monde 1966 organisée en Angleterre. La sélection portugaise atteint la troisième place du tournoi, mais Fernando Cruz ne dispute pas une seule minute de jeu lors de la compétition.
Ses sélections avec le Portugal de décomposent de la façon suivante : sept matchs amicaux, un match lors des éliminatoires de la Coupe du monde 1962 et trois matchs lors des éliminatoires de l'Euro 1964.

## Carrière
- 1959-1970 :  Benfica Lisbonne
- 1970-1971 :  Paris Saint-Germain

## Palmarès

### En club
Avec le Benfica Lisbonne :
- Vainqueur de la Ligue des champions en 1961 et 1962
- Finaliste de la Ligue des champions en 1963, 1965 et 1968
- Finaliste de la Coupe intercontinentale en 1962
- Champion du Portugal en 1960, 1961, 1963, 1964, 1965, 1967, 1968 et 1969
- Vainqueur de la Coupe du Portugal en 1962, 1964 et 1969
- Finaliste de la Coupe du Portugal en 1965

Avec le Paris Saint-Germain :
- Champion de France de D2 en 1971

### En sélection
- Troisième de la Coupe du monde en 1966 avec le Portugal